# Col du Frêt
Le col du Frêt est un col du massif de la Chartreuse situé sur la commune de Saint-Pierre-d'Entremont en Isère. Il est situé à proximité du Petit Som. Il s'élève à 1 750 m d'altitude.